# ماكس كوالسكي
ماكس كوالسكي هو ملحن ومحامي بولندي، ولد في 10 أغسطس 1882 في كوال ‏ في بولندا، وتوفي في 4 يونيو 1956 في لندن في المملكة المتحدة.

## وصلات خارجية
- ماكس كوالسكي على موقع ميوزك برينز (الإنجليزية)
- ماكس كوالسكي على موقع أول ميوزيك (الإنجليزية)